# هما دارابي
هوما درابي (بالفارسية: هما دارابی) (يناير 1940-21 فبراير 1994 في طهران كانت طبيبة للأطفال من إيران حصلت علي رخصة مزاولة الطب في نيو جرسي ونيويورك وكاليفورنيا. درست درابي الطب في الولايات المتحدة ورجعت إلي إيران في 1976 للعمل كطبيبة نفسية. بعد 1979 الثورة الإسلامية الأيرانية، أغلقت السلطات الأسلامية مكتبها لأنها رفضت أن ترتدي الزي الأسلامي الإلزامي المتمثل في شادور.
في يوم الأثنين، 21 فبراير 1994، بعد تقريبًا شهر من ضرب فتاة تبلغ من العمر 16 عامًا بالرصاص لوضعها أحمر شفاه في طهران، درابي قامت بانتحار في واحدة من أكبر الميادين في طهران بينما هي تصرخ «الموت لطيراني، تعيش الحرية، تعيش إيران.»
وفي الولايات المتحدة، أختها يارفين درابي قامت بتسمية مؤسسة الطبية هوبا درابي تخليدًا لذكراها. بارافي أيضًا شاركت في كتابه السيرة الذاتية لأختها هوبا دابي تدعي «غضب ضدد الحجاب».